# Зграда у Парку Рајхл Ференца бр. 13 у Суботици
Зграда у Парку Рајхл Ференца (бивши Лењинов парк) бр. 13 у Суботици саграђена је 1898. године и представља непокретно културно добро као  споменик културе.

## Архитектура
Палата је саграђена по пројектима Титуса Мачковића из 1897. године, за Шимеги Ференца. Архитектонски је обликована са стилским одликама неоготике. Грађена је као угаона, једноспратна грађевина, увучена од уличне регулационе линије, са основом у облику ћириличног слова "Г". Фасада из улице Парк Рајхл Ференца има јако наглашен централни ризалит, са по три велика отвора у облику преломљеног, готског лука, у спратном и приземном делу објекта, док фасада из улице Босе Милићевић има плитки централни ризалит, са ритмичким низом удвојених готичких отвора. Прозори су удвојени, у приземном делу се сегментно завршеним опшавом, осим оних на централном ризалиту који су идентични прозорима спратног дела, са опшавом преломљеног лука. На засеченом угаоном делу објекта, у приземљу, смештен је улаз у пословни простор, док је спратни део са конзолном терасом наткривеном издуженим пирамидалним торњем. Декоративност објекта наглашена је око отвора, на торњу и у поткровном венцу. Пластична декорација око прозора изведена је у виду мрежишта, геометријских и флоралних орнамената, са честом применом грба. 
Дворишне фасаде су једноставне обраде, различитих отвора.